# Jean-Michel Coulon
Jean-Michel Coulon (Bordeaux, 10 ottobre 1920 – Parigi, 25 ottobre 2014) è stato un pittore francese della Nuova Scuola di Parigi che ha la particolarità di avere mantenuto la sua opera - più di 600 quadri - quasi segreta durante la maggior parte della sua vita d’artista.
Espone nel 1949 e 1950 alla galleria Jeanne Bucher, a Parigi, poi nel 1971 a Bruxelles.
Molto familiarizzato con il mondo nella società artistica degli anni 40 e 50, frequenta Nicolas di Staël, Serge Poliakoff, André Lanskoy, Maria Helena Vieira da Silva, incontro Picasso, tra l’altro, con suo cognato Olivier Debré; poi si isola progressivamente al punto di evocare solo raramente la sua pittura.

## Biografia
Jean-Michel Coulon è il primogenito di una famiglia che conta tre altri figli: Denise (1923 -2013), Jean-Rémi (1925 -1944), e Jean-François (1927 -1952).
La famiglia vive a Parigi e Jean-Michel Coulon dà presto prova di un spiccato talento per il disegno e la pittura. Adolescente, incontra Picasso a chi svela disegni e pitture; tra cui una pittura della Santa-Cappella che aveva visitato bambino con suo padre. La prospettiva stupisce Picasso che gli chiede se può conservare la pittura, ciò che Jean-Michel Coulon rifiuta.
Studia al Liceo Janson-de- Sailly, poi in classi preparatorie al Liceo Henri IV. Fa numerosi viaggi durante la sua gioventù, particolarmente in Germania da dove ritorna bilingue, in Italia dopo aver ottenuto la maturità, con suo amico e futuro cognato Olivier Debré, e su delle navi mercantili, sulle quali riesce a imbarcare senza spese per costeggiare le coste atlantiche e mediterranee dell'Africa. Durante questi viaggi, è tra l’altro, testimone dell’ascesa delle ideologie fasciste: vede Hitler a Berlino, poi Mussolini a Roma.
La guerra scoppia nel 1940 quando Jean-Michel Coulon ha 20 anni. Nel 1943, il Servizio di Lavoro Obbligatorio è instaurato dal regime di Vichy e Jean-Michel Coulon decide di lasciare Parigi e si procura una falsa carta di identità col nome fittizio  'Dobelman.' Va, con Olivier Debré, di origine ebraica, a rifugiarsi a Megève. Durante un controllo da una pattuglia tedesca, evita il loro un arresto, probabilmente fatale, spacciandosi, grazie alla sua padronanza del tedesco, per turisti austriaci in villeggiatura. È durante questo periodo che i due amici decidono di dedicarsi alla pittura.
Durante la guerra, i suoi genitori nascondono amici ebraici nel loro appartamento della via de la Faisanderie, a pochi passi del quartiere generale di Karl Oberg, capo Supremo dei SS a Parigi. Nel giugno 1944, Jean-Rémi Coulon 19 anni, fratello di Jean-Michel, allora in classi preparatorie al Liceo Janson-di-Sailly, è giustiziato dai tedeschi, alla fattoria del By nel Loiret. Era entrato nella resistenza coi compagni studenti in seguito allo sbarco alleato.
All'indomani della guerra, Jean-Michel Coulon comincia a dipingere assiduamente e questo nonostante il grande disaccordo dei suoi genitori che avrebbero preferito un orientamento più tradizionale. All'epoca, i materiali sono rari come testimoniano le prime opere su cartone, legno e pezzi di tela ricuciti. Privilegia allora toni scuri e poco colorati nelle sue pitture, siamo, difatti, all'indomani della morte di Jean-Rémi. Sin dall'inizio, le opere sono tutte astratte.
Durante la seconda metà degli anni 40, è introdotto progressivamente nei circoli artistici dell'epoca e diventa molto vicino ai pittori Nicolas de Staël, Lanskoy, Vieira da Silva e Szenes. Nicolas de Staël propone a Jean-Michel Coulon di scambiare cinque tele, sperando che se uno dei due diventasse celebre, l'altro beneficerebbe almeno di un vantaggio finanziario. Jean-Michel Coulon rifiutò questa offerta. Peraltro, André Lanskoy pagava gli onorari del padre di Jean-Michel Coulon, avvocato, con quadri. Riceve così parecchi quadri figurativi, relativamente imponenti, che terrà nel suo soggiorno.fino alla sua morte.
In 1949, incontra la sua futura moglie, Caroline Garabedian, una violinista americana venuta a studiare al conservatorio di Parigi e che parla già correntemente il francese al suo arrivo in Francia per nave nel 1947. Jean-Michel Coulon impara velocemente l'inglese.
Colori vivi appaiono nei suoi quadri e, nel 1949, espone, in gruppo, alla galleria Jeanne Bucher, a Parigi con, Picasso, Klee, Lurçat, Laurens, de Staël, Lanskoy, Vieira da Silva, Reichel, Bauchant, Manessier, Chapoval, Déchelette, Szenes e Kandinsky.
Nell'aprile 1950, espone da solo, sempre alla galleria Jeanne Bucher. Il libro d’oro dell'esposizione attesta della presenza di numerosi pittori, oggi celebri; in particolare Rothko, Lanskoy, Deyrolle, Arnal, Vecchio, Szenes e Vieira da Silva. Poi partecipa ad un'esposizione di gruppo, a New York, alla Galleria Sidney Janis.

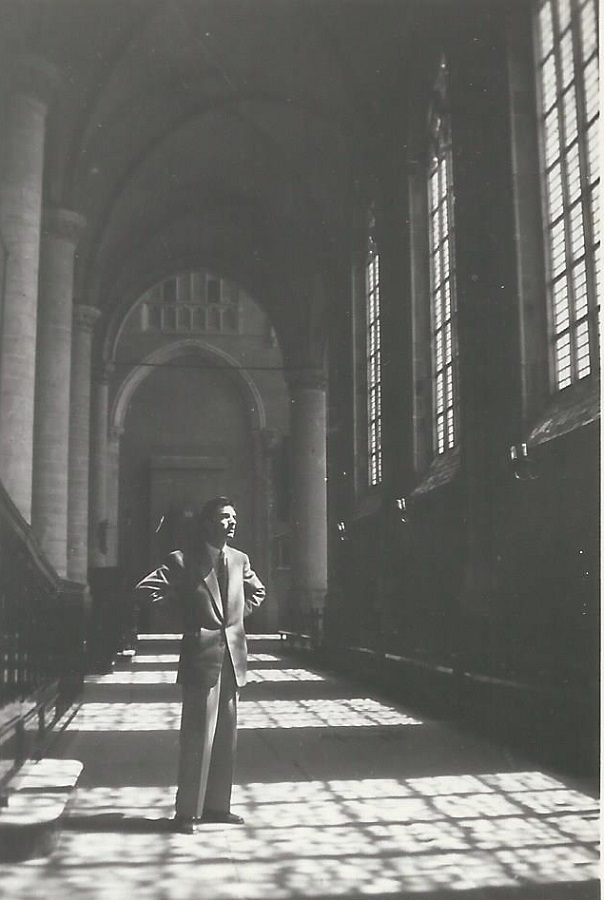
Painter Jean-Michel Coulon visiting St Peter Church in Leiden (1950)

Questo stesso anno, Jean-Michel Coulon, avendo ottenuto una borsa del governo francese, soggiorna tre mesi ad Amsterdam,. Si familiarizza coi pittori classici olandesi, inizia ad apprendere l'olandese e ne approfitta per percorrere l'Olanda e il Belgio.
Nel 1952, suo secondo fratello, Jean-François, 25 anni, da poco sposato,, padre di una figlia di un anno ed ufficiale nelle Forze Aeree precipita con l’aereo, nella nebbia, durante una missione a Bizerte, in Tunisia, mentre effettuava un volo a bassa quota. Questo dramma addolorerà Jean-Michel Coulon per molto tempo ed impregnerà le sue scelte pittoriche, in particolare con l'impiego di colori scuri.
Jean-Michel Coulon si sposa nel 1953 con Caroline Garabedian che porterà un abito antracite in segno di lutto, in seguito al decesso di Jean-François. Per questa occasione, disegna l'anello di fidanzamento della sua futura moglie e vende parecchi quadri per potere pagarlo.
Nel 1955, un incendio devasta la sua casa ed il suo laboratorio di Saint-Jean de Braye, vicino a Orléans, dove risiede con sua moglie. Un notevole numero di quadri sono persi nell'incendio, il che spiega la sotto-rappresentazione di questo periodo nell'inventario.
Jean-Michel Coulon soggiorna due mesi con sua moglie negli Stati Uniti e scopre le grandi metropoli, tra cui New York che l'affascina. Narra il suo viaggio e le sue impressioni in un’abbondante corrispondenza. Scrive, in particolare, ai suoi genitori: " Si può fare tutti i rimproveri che si vuole a New York e che saranno veri, che è una città sporca, che è una città dura, che è una città esauriente, che è una città senza fascino, ciò non fa niente perché da New York emerge una tale impressione di grandezza che si è colpiti d’ammirazione. Raramente ho visto qualcosa di più bello. Non è una bellezza plastica, formale, perché i dettagli sono tutti brutti. Ma non importa,, tutto è grande. Si vive su un'altra scala, ad un altro ritmo e ciò esercita su di voi un fascino durevole" , gennaio 1956).
Questo viaggio è il primo di una lunga serie che rappresenta una profonda fonte d’ispirazione per la sua pittura. Jean-Michel Coulon parte da, solo, in automobile, solcare l'Europa, dorme presso privati, facendosi aprire gli archivi, molto confidenziali, di musei per ammirare miniature su pergamena o disegni conservati al riparo dalla luce, tesori di cui solo lui conosce l'esistenza. Si rende numerose volte in Italia, solo o in famiglia, e racconta le sue impressioni nella sua corrispondenza. In una delle lettere, esclama: " Mi sento in eccellente forma pittorica, non tanto che l'arte italiano possa talmente servire da esempio, perché sono innanzitutto degli ineguagliabili affreschi, ma perché tante belle opere incoraggiano la vostra ambizione e un mondo così differente vi fa vedere le cose con un occhi nuovi. Mi sembra di avere respirato una grande boccata di ossigeno e di non più girare a vuoto su me stesso" , Giugno 1960).
Si adatta perfettamente alla solitudine transitoria di questi viaggi, e risponde a sua moglie preoccupata: " Temi di lasciarmi così molto tempo " solo e depresso." Dio mio, solo lo sono ben un poco, ma depresso, ciò non fa parte della mia natura. Emotivo, triste talvolta, ma nel fondo non sono un pessimista" , Gennaio 1978).
Questi anni di pittura e di viaggio sono scanditi dalla nascita della sua unica figlia ad Orléans nel 1957 ed il decesso di suo padre, sei anni dopo.
Nel 1968, dopo l'uscita della Francia del comando della NATO, Jean-Michel Coulon si trasferisce a Bruxelles con sua moglie che lavora presso la sede dell'organizzazione. Vi resteranno fino al 1998, trenta anni in Belgio durante i quali Jean-Michel Coulon dipinge, minuziosamente, ininterrottamente dei quadri policromi, in cui la verticalità è onnipresente.

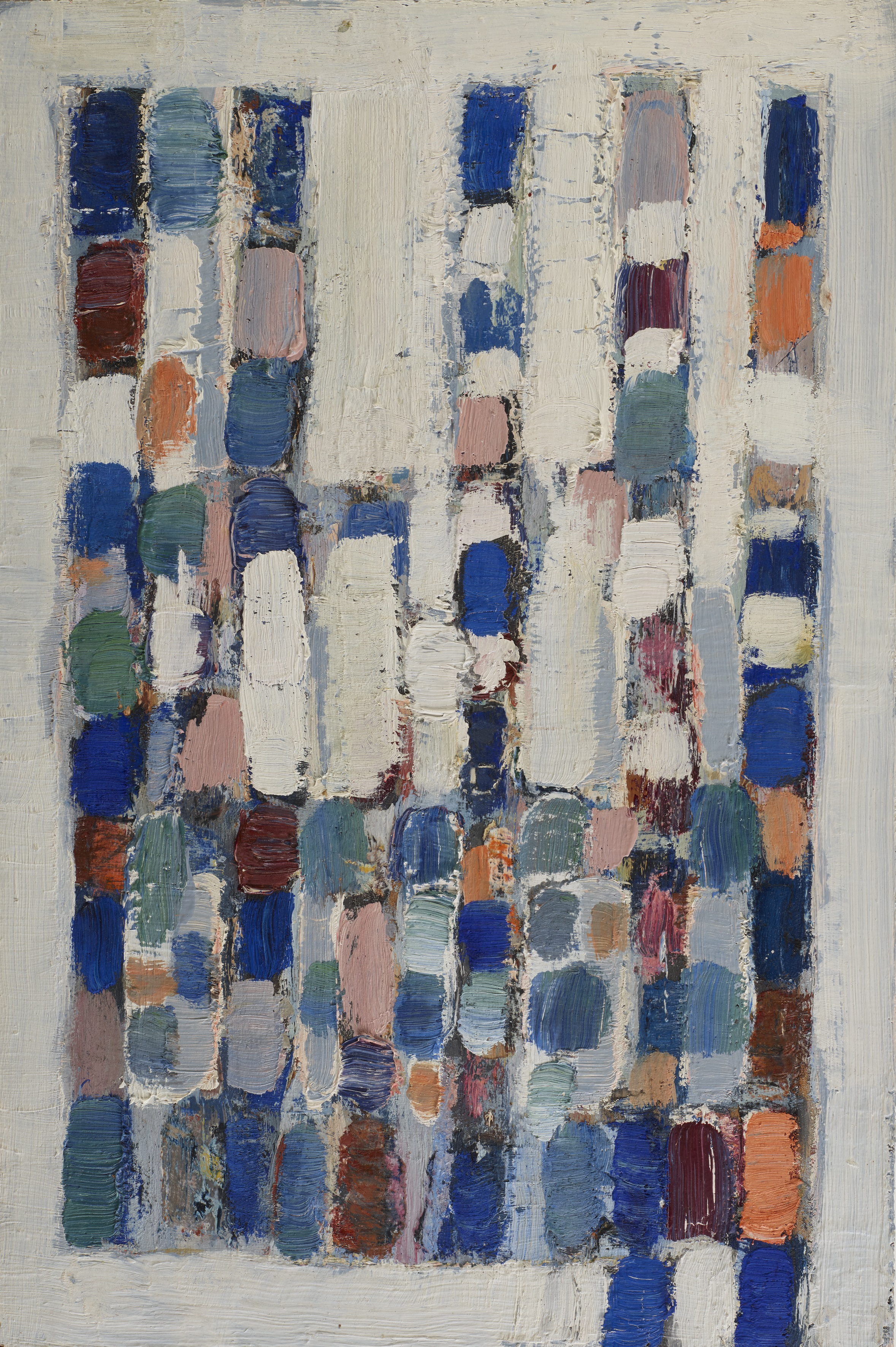
Composition by Jean-Michel Coulon, 1960s

La tecnica pittorica si stabilizza: il colore è applicato in forme rettangolari con un pennello piatto, nel senso orizzontale o verticale, in spessore, o sotto forma liquido. Raggiunge una purezza ed una nitidezza estreme, con formati ridotti.
La ricerca dei colori giusti, della loro giusta disposizione, per ottenere una coerenza d’insieme, pure mantenendo la singolarità di ogni elemento, è un lavoro lungo ed incessante che conduce Jean-Michel Coulon a sovrapporre numerosi strati pittorici. I pochissimi rari visitatori del suo laboratorio testimoniano della sua abilità a memorizzare la disposizione dei colori per ciascuna delle sue opere, tale un pianista che conosce la sua spartizione.
Da Bruxelles, la famiglia percorre tutti i paesi europei in automobile con viaggi a mire culturali ed artistiche. Senza tregua, Jean-Michel Coulon visita chiese, musei, esposizioni, castelli e rovine. Ogni volta, Jean-Michel Coulon tenta di apprendere la lingua.
Nel 1971, la sua esposizione alla Galleria Reggenza di Bruxelles, organizzata dal gallerista Michel Vockaer è un vero successo. Diciotto tele sono vendute. Doveva esserci una serie di tre esposizioni, ma solo la prima ebbe luogo: Jean-Michel Coulon prétextera non potere mai essere pronto per i seguenti quadri.
Jean-Michel Coulon ritorna vivere a Parigi con sua moglie nel 1999, alla 39 via Raynouard, nel 16 arrondissement, con un laboratorio tutto vicino, situato al 22 viale de Lamballe, nelle vicinanze della casa di Honoré de Balzac. L'appartamento ha una larga vista su Parigi e la Senna, in particolare sul quartiere di Beaugrenelle, in lontananza. Certe delle sue opere ricordano questa prospettiva.
Jean-Michel Coulon non riannoda stretti legami con le gallerie parigine. Rimane discreto, addirittura segreto. Si rende al suo laboratorio tutti i pomeriggi ed orienta il suo lavoro dalla pittura verso i collage che si fanno regolarmente su anziane tele degli anni 50 e60.
La sua salute si deteriora a partire dal 2012 e dopo una lunga ospedalizzazione, è condannato a rimanere in sedia a rotelle. Questo stato l'impedisce di rendersi al suo laboratorio, diventato inaccessibile e rimasto inviolato fino alla sua morte. Jean-Michel Coulon continuo di comporre i suoi collages nel suo appartamento, spesso su dei fogli di carta Canson. La mente ancora acuta e pertinente, lavora fino ai suoi ultimi giorni e sempre con colori cangianti.
Jean-Michel Coulon decede a Parigi il 25 Ottobre 2014, all'età di 94 anni, circondato dalla sua famiglia e con, al muro, l’unico quadro ammesso sui muri della sua camera: un collage di Matisse. Riposa nel feudo della famiglia a Saint Georges-de- Didonne, nella Charente-Maritime.

## Descrizione dell’opera
Jean-Michel Coulon dipinse in totale segreto fino alla sua morte, avvenuta nel 2014: non lasciava entrare nessuno nel suo atelier e non parlava con nessuno della sua pittura, nemmeno con i suoi cari.
Dopo la sua morte vennero scoperti più di 600 dipinti nel momento in cui si entrò nel suo atelier, che lui stesso non frequentava più da anni in quanto aveva perso l’uso delle gambe.
Vista la sua recente scoperta e l’assenza di una chiave di lettura lasciata dall’artista stesso, la visione generale delle opere di Jean-Michel Coulon è ancora in divenire e oggetto di discussione.
I principali punti di riflessione riguardano principalmente
- Il posizionamento di Jean-Michel Coulon nella storia dell’arte del XX secolo e rispetto ai pittori che ha frequentato dopo la Seconda Guerra mondiale (ad esempio Nicolas de Staël, Maria Helena Vieira da Silva, André Lanskoy e Olivier Debré)
- L’evoluzione della sua pittura (forme, colori, supporti) durante i 70 anni della sua vita da artista
- L’impatto che i drammi subiti durante la sua vita hanno avuto sulle sue scelte stilistiche (tra cui la tragica morte dei suoi due fratelli nel 1944 e 1952 così come l’incendio della sua casa e alcune sue opere nel 1955).
- I segreti dietro il suo approccio all’arte
- La possibilità di trovare un fil rouge delle sue opere attraverso i diversi viaggi negli Stati Uniti ed in Italia

1945-1949 : schizzi astratti con un senso circolare dei colori
c. 1950-1959 : atto pittorico libero
c. 1960-1969 : tendenza al verticalismo  influenzata dalla sua passione per New York
c. 1970-1999 : semplici scacchiere, dipinte in formati molto piccoli, caratterizzate da colori vivaci ammirati in Italia
c. 1970-1999 : semplici scacchiere, dipinte in formati molto piccoli, caratterizzate da colori vivaci ammirati in Italia
2000-2012 : frenesia esistenziale attraverso l’uso di collages
2012-14 : serenità nel minimalismo

## Esposizioni
- 1949: Esposizione di gruppo alla galleria Jeanne Bucher a Parigi, Francia
- 1950: Esposizione alla galleria Jeanne Bucher a Parigi, Francia
- 1950: Esposizione di gruppo a New York alla galleria Sidney Janis, Stati Uniti
- 1971: Esposizione alla Galleria Reggenza a Bruxelles, Belgio
- 2018 : Esposizione postuma dedicata a Jean-Michel Coulon presso la galleria Dutko a Parigi, Francia
- 2019 : Esposizione postuma dedicata a Jean-Michel Coulon, Une vie pour la peinture presso la Maison des Arts a Châtillon, Francia
- 2019 : Esposizione postuma dedicata a Jean-Michel Coulon, 70 years of painting presso la Laurentin Gallery a Bruxelles, Belgio
- 2019 : Esposizione di gruppo A Century of Collage presso la galleria Rosenberg & Co a New York, Stati Uniti
- 2020 : Esposizione di gruppo Couleur-Lumière presso la Galleria 50 a La Cadière d’Azur, Francia
- 2021 : Esposizione di gruppo Summer Show presso la galleria Dutko a Parigi, Francia
- 2021 : Esposizione di gruppo Quatre Peintres Abstraits de l’Après-Guerre presso la galleria Luz 26 a Saint-Jean de Luz, Francia
- 2021 : Esposizione di gruppo Petits Formats presso la Galleria 50 a La Cadière d’Azur, Francia
- 2021 : Esposizione di gruppo Collages des Années 50 aux Années 2000 presso la galleria Luz 26 a Saint-Jean de Luz, Francia
- 2022 : Esposizione postuma presso la Galleria 50 a La Cadière-d’Azur, Francia
- 2023 : Esposizione di gruppo La Seconde Ecole de Paris presso la galleria Luz 26 a Saint-Jean de Luz, Francia
- 2023 : Esposizione di gruppo Fine Art la Biennale (FAB) - Parigi, Francia, galleria Françoise Livinec
- 2024 : Esposizione Jean-Michel Coulon, l'appel de la lumière, Musée du Protestantisme, Ferrières, Tarn, Francia
- 2025 : Esposizione di gruppo Salon du Dessin - Parigi, Francia, galleria Laurentin

## Galleria d'immagini

Compositions de Jean-Michel Coulon
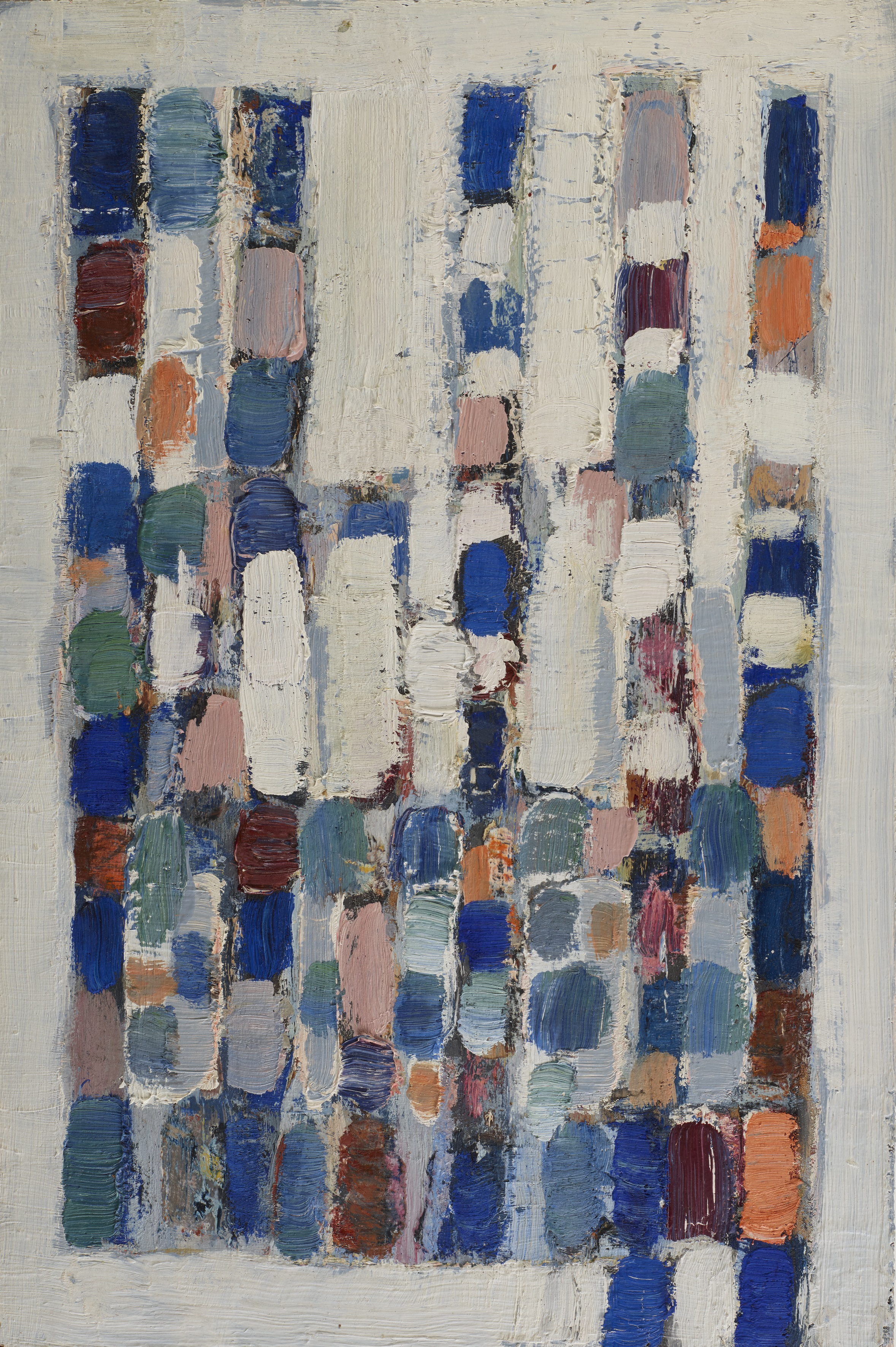
"Composition" Jean-Michel Coulon, 1960s.
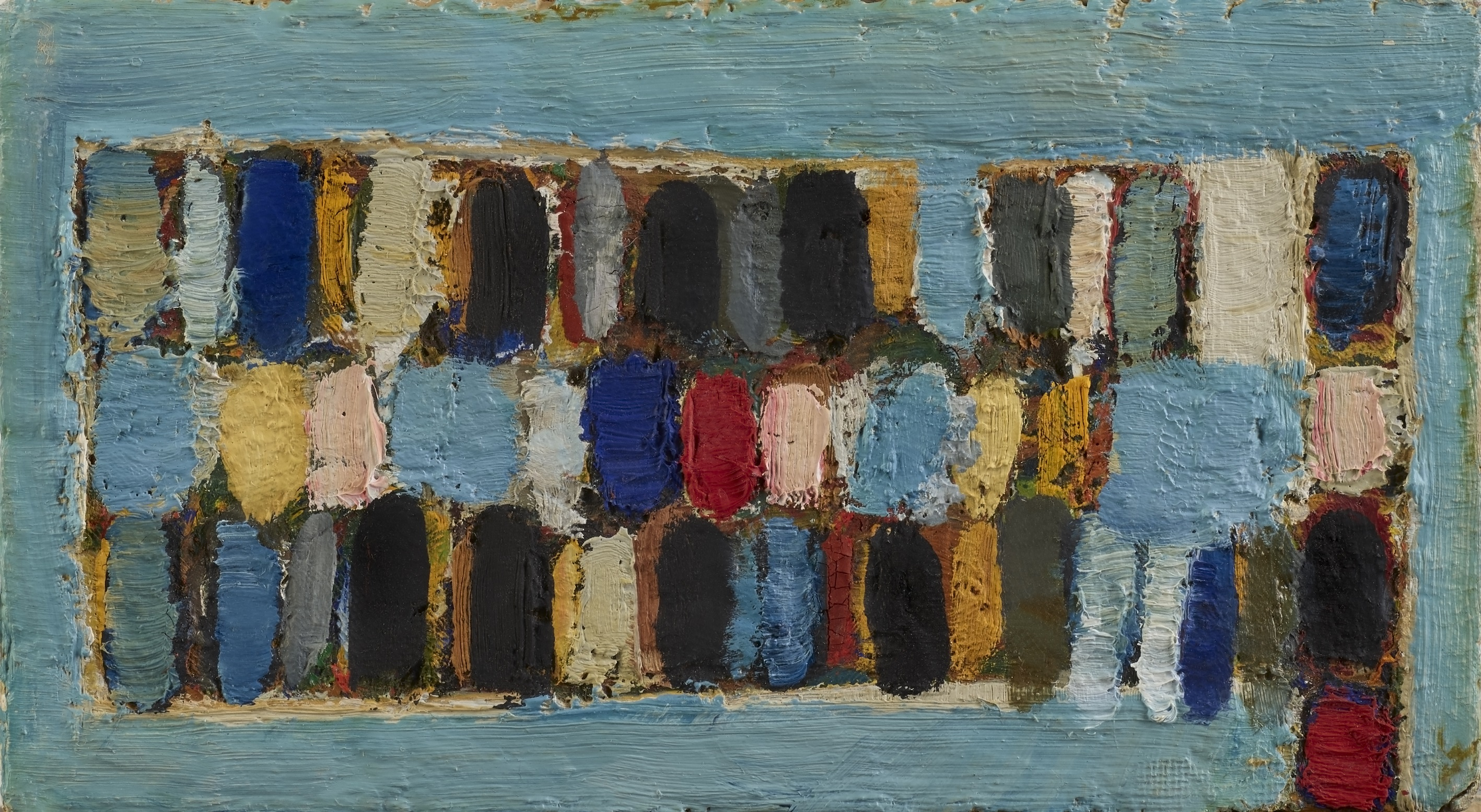
"Composition" Jean-Michel Coulon, 1970s.
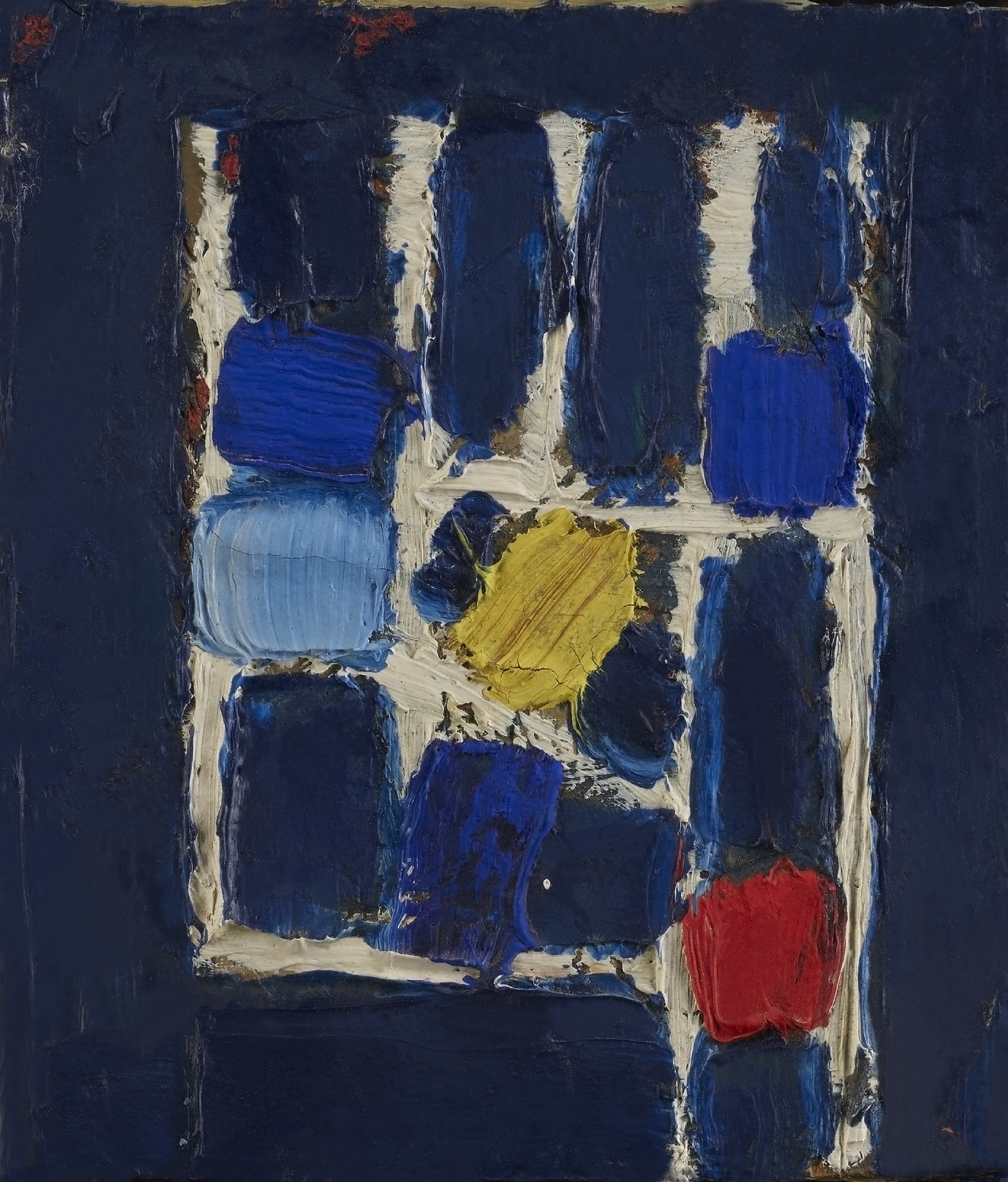
"Composition" Jean-Michel Coulon, 1970s.
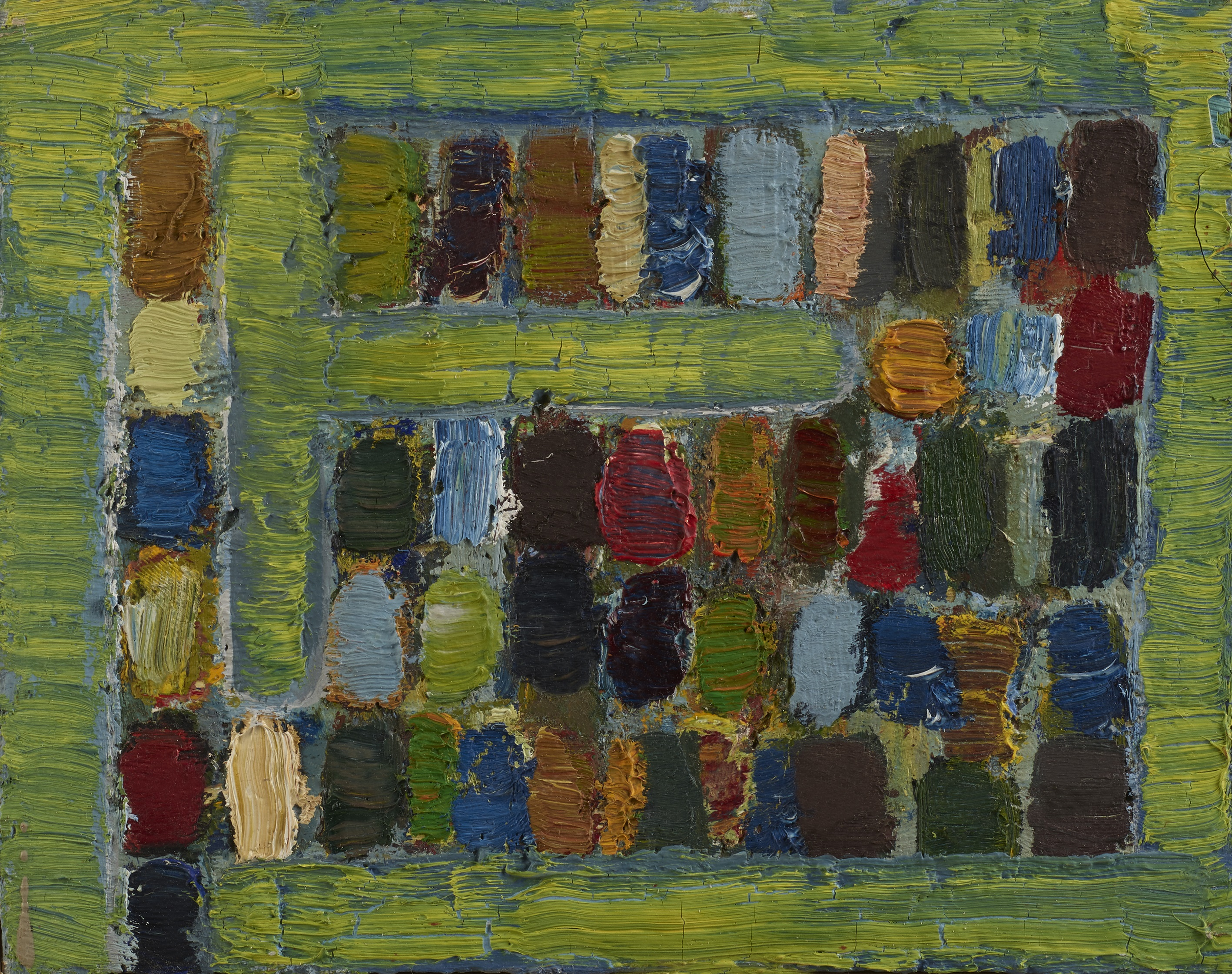
"Composition" Jean-Michel Coulon, 1970s.
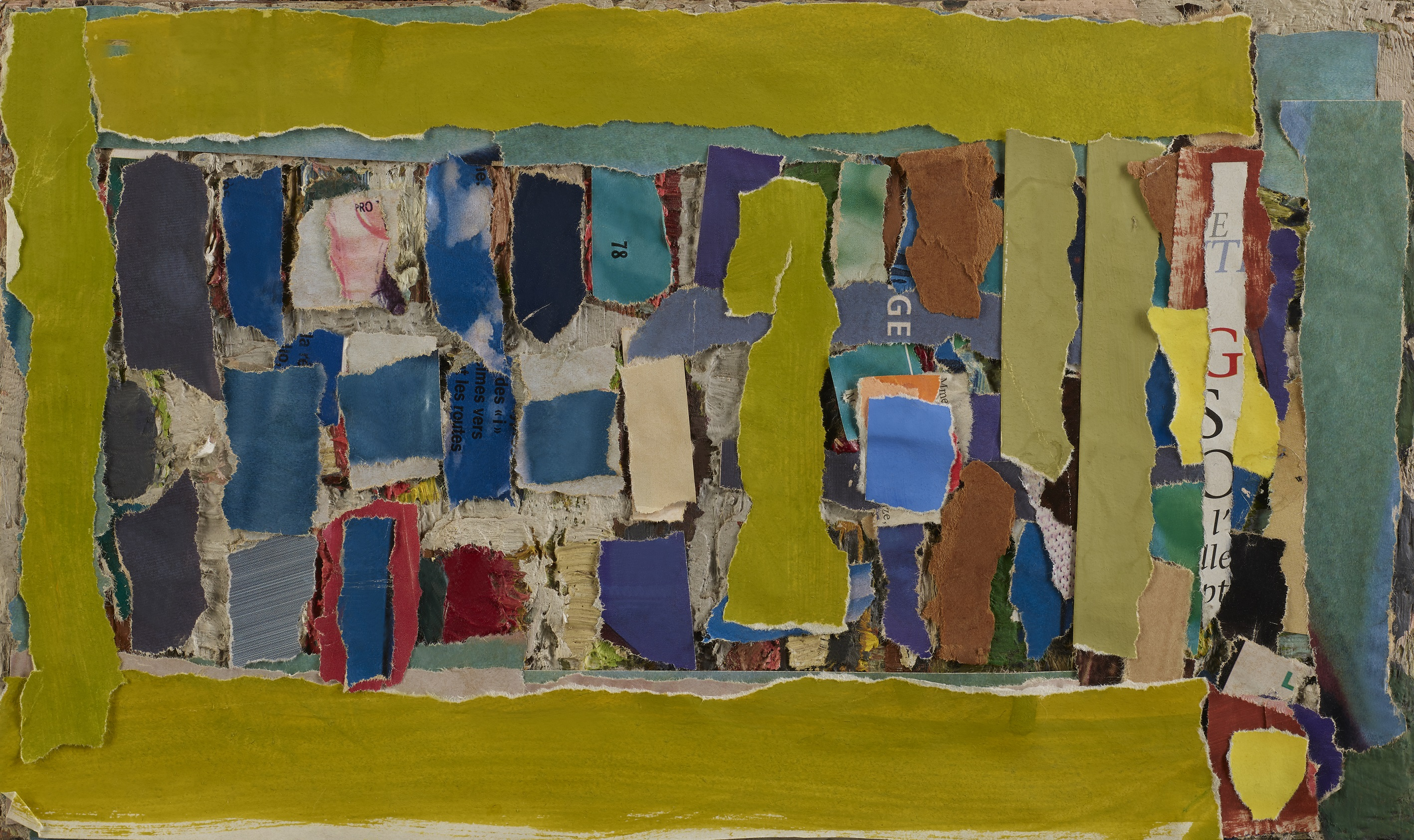
"Collage" by Jean-Michel Coulon, 2000s

## Opere della collezione
Secondo la classificazione del catalogo ragionato
Francia
- Musée National d'Art Moderne, Parigi, 2022 : 0036H, 0824G, 0826G, 0837G et 0844G. https://grandpalaisrmn.fr/
- Musée du protestantisme, de la Réforme à la laïcité, Ferrières, Tarn, 2025 : 0279H.

## Scritti
- Lettres d'Amérique, prefazione di Annie Cohen-Solal (Gourcuff Gradenigo, 2019)
- Lettres d'Italie, prefazione di Annie Cohen-Solal (Gourcuff Gradenigo, 2019)